# Kel Ahaggar
1750–1977
Kel Ahaggar (en tifinagh touareg : ⴾⵍ ⵂⴴⵔ, en arabe : كل اهقار) : les Touaregs du Hoggar, ou Ihaggaren, sont une confédération touarègue du Sahara algérien.

## Histoire

### Origine
Les Kel Ahaggar est une des cinq plus anciennes confédération touarègues (avec les Kel Ajjer, les Kel Aïr, les Ouelleminden et les Dag allad), dont le nom est attesté depuis au moins le Haut Moyen Âge.
Les Kel Ahaggar occuperaient le massif montagneux du Hoggar (littéralement le Tassili Wan Ahaggar) depuis que la conquête arabe les aurait refoulé de Numidie, de Libye et de localités plus septentrionales. Or les Kel Ahaggar affirment eux-mêmes avoir occupé le même espace depuis toujours, c'est-à-dire avant même l'époque romaine. Au XIVe siècle, un chroniqueur arabe traversant le désert atteste la présence de Touaregs, appelés « Berbères » et portant un « voile », du Hoggar au Touat.

### Constitution de la confédération des Kel Ahaggar
Durant une longue période, du XVIe siècle au XVIIe siècle, les Kel Ahaggar ont été sous la tutelle du clan de chorfas (se disant descendre du prophète Mahomet) des Imenan de la confédération touarègue voisine des Kel Ajjer (dont le territoire est le massif voisin du Tassili des Ajjer).
Au XVIIe siècle, les Kel Ahaggar se détachent de la tutelle des Kel Ajjer pour constituer leur propre confédération (ettebel) de tribus. La confédération est dirigée par un amenokal, chef suprême, tandis que les autres chefs nobles sont à la tête de leur tribu en tant qu'amghar (pluriel imgharen).
L'attribut de pouvoir de l'amenokal est l'ettbel,  tambour qui symbolise sa souveraineté.  
La confédération fut mise sous suzeraineté française à partir de 1904, puis algérienne à partir de 1962.Le gouvernement algérien décida de la supprimer en 1977[réf. souhaitée].

## Liste des tribus Kel Ahaggar
Tribus nobles :
- Kel Ghela (Rela), qui a une prééminence incontestée et au sein de laquelle est choisi par tradition l'amenokal[5]
- Taitoq, rivaux des Kel Ghela

Tribus vassales : 
- Kel Tazoulet
- Iheiaouen
- Groupe de Touaregs Issakamarene, dans le nord[5] :
  - Kel Immidir
  - Kel Tedjedest
  - Kel Ohet
  - Kel In Rar (Inrer)
  - Kel Amguid (Amegid)
  - Kel Ahnet
- Kel Ghazzi, à l'est[5]
- Iberdjan, dans l'est[5]
- Dag Ghali, vassaux des Kel Ghela et qui habitent le massif volcanique de l'Atakor[5]. On distingue parmi eux deux fractions dominantes, les Kel Tamanrasset et les Kel Tarhenanet, parmi lesquelles est choisi généralement l'amghar, et d'autre part deux fraction dominées, les Kel Hirafok et les Kel Tagnert[5].
- Aït Loen (Ayt Loayen), à l'est
- Adjoun Téhélé, vassaux des Kel Ghela[5]
- Les Ibotenaten et les Irreguenaten qui sont allés s'installer au sud de l'Hoggar mais appartiennent toujours à la confédération.